# Mecz Gwiazd PLK 2013
Mecz Gwiazd Polskiej Ligi Koszykówki 2013 – towarzyski mecz koszykówki rozegrany 24 lutego 2013 roku we Wrocławiu. W spotkaniu wzięli udział czołowi zawodnicy najwyższej klasy rozgrywkowej w Polsce oraz Czechach. Po raz pierwszy w historii imprezy rozegrano mecz z udziałem czołowych gwiazd najwyższej klasy rozgrywkowej w Polsce – TBL oraz Czechach – NBL (Národní Basketbalová Liga). Przy okazji spotkania rozegrano także konkursy rzutów za 3 punkty, wsadów oraz po raz pierwszy w historii imprezy - Shooting Stars, wzorem NBA.
Do udziału w meczu zaproszono dodatkowo przedstawiciela zespołu gospodarzy imprezy - Pawła Kikowskiego z pierwszoligowego WKSu Śląska Wrocław. 
Podczas przerwy między drugą i trzecią kwartą spotkania odbył się pokaz wsadów w wykonaniu Emila Olszewskiego oraz freestyle'u (tricki z piłką) w wykonaniu Mieszko Włodarczyka. Kibicie zebrani w Hali Stulecia we Wrocławiu mogli też posłuchać największych hitów Haliny Mlynkovej, która zaśpiewała swoje największe hity.

## Konkurs Shooting Stars
Uczestnicy konkursu:
Drużyna Dolnego Śląska: Waldemar Łuczak (prezes PGE Turowa Zgorzelec, członek Rady Nadzorczej PLK), Dariusz Zelig (były koszykarz Śląska Wrocław i reprezentacji, siedmiokrotny mistrz Polski), Michał Chyliński (zawodnik PGE Turowa Zgorzelec)
Drużyna Mattoni NBL: Zdenek Briza, prezes Mattoni NBL; Jiří Zídek (były mistrz NCAA i Euroligi, występował w NBA), Jiří Welsch (zawodnik CEZ Basketball Nymburk, były gracz NBA)
Drużyna Tauron Basket Ligi: Radim Fiala, prezes Tauron Czech Energy; Adam Wójcik (ośmiokrotny mistrz Polski, były zawodnik m.in. Śląska), Krzysztof Szubarga (gracz Anwilu Włocławek)
Drużyna WKS Śląsk Wrocław: Sebastian Mila (piłkarz mistrza Polski Śląska Wrocław), Maciej Zieliński (były koszykarz, ośmiokrotny mistrz Polski), Adrian Mroczek-Truskowski (kapitan koszykarskiego WKSu Śląska Wrocław)

## Konkurs rzutów za 3 punkty
Uczestnicy konkursu: Michał Chyliński, Jakub Dłoniak, Przemysław Zamojski, Pavel Miloš, Lukáš Palyza i Luboš Stria.

## Konkurs wsadów
Uczestnicy konkursu wsadów: Przemysław Zamojski, Aaron Cel, Ben McCauley, Austin Dufault, Michael Deloach, Vojtech Hruban.
Spotkanie wygrała drużyna TBL, pokonując NBL 109:104.
- MVP – Walter Hodge
- Zwycięzca konkursu wsadów – Michael Deloach[5]
- Zwycięzca konkursu rzutów za 3 punkty – Przemysław Zamojski[6]
- Zwycięzcy konkursu shooting stars – drużyna Dolnego Śląska: Waldemar Łuczak, Dariusz Zelig, Michał Chyliński[1]

## Składy
Pogrubienie – oznacza zawodnika składu podstawowego

 Trener TBL: Miodrag Rajković (PGE Turów Zgorzelec), asystent trenera: Tomasz Jankowski (WKS Śląsk Wrocław)

Trener NBL: Ronen Ginzburg (ČEZ Basketball Nymburk), asystent trenera: Lubomír Růžička (Qanto Tuři Svitavy)

Sędziowie: Grzegorz Ziemblicki, Robert Vyklicky, Marcin Kowalski

Komisarz: Wiesław Zych
| TBL (Polska) – 109                        | TBL (Polska) – 109                        | TBL (Polska) – 109                        | TBL (Polska) – 109                        | 104 – NBL (Czechy)                        | 104 – NBL (Czechy)                        | 104 – NBL (Czechy)                        | 104 – NBL (Czechy)                        |
| Wyniki Kwart – 32:26, 26:29, 28:29, 23:20 | Wyniki Kwart – 32:26, 26:29, 28:29, 23:20 | Wyniki Kwart – 32:26, 26:29, 28:29, 23:20 | Wyniki Kwart – 32:26, 26:29, 28:29, 23:20 | Wyniki Kwart – 32:26, 26:29, 28:29, 23:20 | Wyniki Kwart – 32:26, 26:29, 28:29, 23:20 | Wyniki Kwart – 32:26, 26:29, 28:29, 23:20 | Wyniki Kwart – 32:26, 26:29, 28:29, 23:20 |
| Zawodnik                                  | Kraj                                      | Klub                                      | Pkt                                       | Zawodnik                                  | Kraj                                      | Klub                                      | Pkt                                       |
| ----------------------------------------- | ----------------------------------------- | ----------------------------------------- | ----------------------------------------- | ----------------------------------------- | ----------------------------------------- | ----------------------------------------- | ----------------------------------------- |
| Walter Hodge                              | /                                         | Stelmet Zielona Góra                      | 22                                        | Jan Pavlik                                | Czechy                                    | BK Lions Jindřichův Hradec                | 0                                         |
| Quinton Hosley                            | Stany Zjednoczone                         | Stelmet Zielona Góra                      | 5                                         | Jiří Welsch                               | Czechy                                    | ČEZ Basketball Nymburk                    | 2                                         |
| Oliver Stević                             | Serbia                                    | Stelmet Zielona Góra                      | 7                                         | Michael Deloach                           | Stany Zjednoczone                         | Qanto Tuři Svitavy                        | 27                                        |
| Mateusz Ponitka                           | Polska                                    | Asseco Prokom Gdynia                      | 6                                         | Salih Nuhanović                           | Słowenia                                  | Astrum Levice                             | 10                                        |
| Filip Dylewicz                            | Polska                                    | Trefl Sopot                               | 14                                        | Jan Tomanec                               | Czechy                                    | BK Lions Jindřichův Hradec                | 13                                        |
| Krzysztof Szubarga                        | Polska                                    | Anwil Włocławek                           | 6                                         | Corey Muirhead                            | Kanada                                    | BK JIP Pardubice                          | 5                                         |
| Aaron Cel                                 | /                                         | PGE Turów Zgorzelec                       | 4                                         | Evaldas Žabas                             | Litwa                                     | BK JIP Pardubice                          | 18                                        |
| Michał Chyliński                          | Polska                                    | PGE Turów Zgorzelec                       | 5                                         | Vojtěch Hruban                            | Czechy                                    | ČEZ Basketball Nymburk                    | 5                                         |
| Jakub Dłoniak                             | Polska                                    | Jezioro Tarnobrzeg                        | 5                                         | Lukáš Palyza                              | Czechy                                    | ČEZ Basketball Nymburk                    | 5                                         |
| Przemysław Zamojski                       | Polska                                    | Asseco Prokom Gdynia                      | 12                                        | Paweł Mróz                                | Polska                                    | Qanto Tuři Svitavy                        | 12                                        |
| Yemi Gadri-Nicholson                      | Stany Zjednoczone                         | Energa Czarni Słupsk                      | 8                                         | Austin Dufault                            | Stany Zjednoczone                         | NH Ostrava                                | 7                                         |
| Ben McCauley                              | Stany Zjednoczone                         | Polpharma Starogard Gdański               | 13                                        | Luboš Stria                               | Czechy                                    | BK Děčín                                  | 0                                         |
| Paweł Kikowski                            | Polska                                    | WKS Śląsk Wrocław (I liga)                | 2                                         |                                           |                                           |                                           |                                           |